# Sukiennice Hills
Sukiennice Hills är en kulle i Antarktis. Den ligger i Sydshetlandsöarna. Argentina, Chile och Storbritannien gör anspråk på området. Toppen på Sukiennice Hills är 100 meter över havet.
Terrängen runt Sukiennice Hills är kuperad åt nordväst, men österut är den platt. Havet är nära Sukiennice Hills österut. Trakten är glest befolkad. Närmaste befolkade plats är Commandante Ferraz Station, 13,7 kilometer väster om Sukiennice Hills. 